# La casa en el mar más azul
La casa en el mar más azul es una novela de fantasía romántica del autor estadounidense Travis John Klune publicada en marzo de 2020 a través de Tor Books.

## Sinopsis
En una sociedad que separa seres humanos y mágicos, Linus trabaja como asistente social para el Departamento de Jóvenes Mágicos. Un día es llamado por la Altísima Dirección para analizar un orfanato del que apenas hay registros, lo cual lo conducirá a la isla de Marsyas, donde habrá de supervisar a seis seres mágicos huérfanos clasificados como peligrosos según el departamento.

## Contexto y publicación
En una entrevista de 2020, TJ Klune afirmó que durante mucho tiempo había tenido en mente la idea de escribir una novela que tratara a seres mágicos que sufren miedo y discriminación, con un protagonista LGBT «apegado a las reglas» en un mundo «orwelliano» en el que «el gobierno lo ve todo, lo sabe todo y lo controla todo». Además, describió que tomó inspiración en el Sixties Scoop canadiense para elaborar un contexto distópico en el que los niños que la sociedad consideraba «diferentes» eran trasladados a casas de acogida. En otra entrevista de 2022, Klune insistió en que, en la redacción de La casa en el mar más azul, sentía la necesidad de crear una historia «con personajes LGBT y final feliz».
La novela fue publicada el 17 de marzo de 2020.

## Recepción
La novela se posicionó como New York Times best seller, y ganó el Premio Mitopoieica en su edición de 2021. Asimismo, ganó el Premio Literario Lambda por «mejor romance gay». También fue nominada en los Goodreads Choice Awards de 2020 en la categoría «mejor novela de fantasía» (best fantasy), y fue incluida entre los ganadores del Alex Award de 2021.
Publishers Weekly la definió como una «fantasía orwelliana reflexiva». Angela Haupt, del Washington Post, la describió como «una ingeniosa y honesta fantasía».